# Nora Al Matrooshi
Nora Al Matrooshi (Emirato di Sharja, 1993) è un'astronauta emiratina.
Il 10 aprile 2021 venne selezionata come candidata astronauta dal Centro spaziale Mohammed bin Rashid. Nel gennaio 2022 iniziò l'addestramento astronautico di base al Johnson Space Center con i candidati astronauti del Gruppo 23 della NASA, che concluse nel marzo 2024.